# Сивай Олексій Володимирович
Олексій Володимирович Сивай (1 січня 1885, Чернігів — 9 липня 1961) — доцент, інженер.

## Біографія

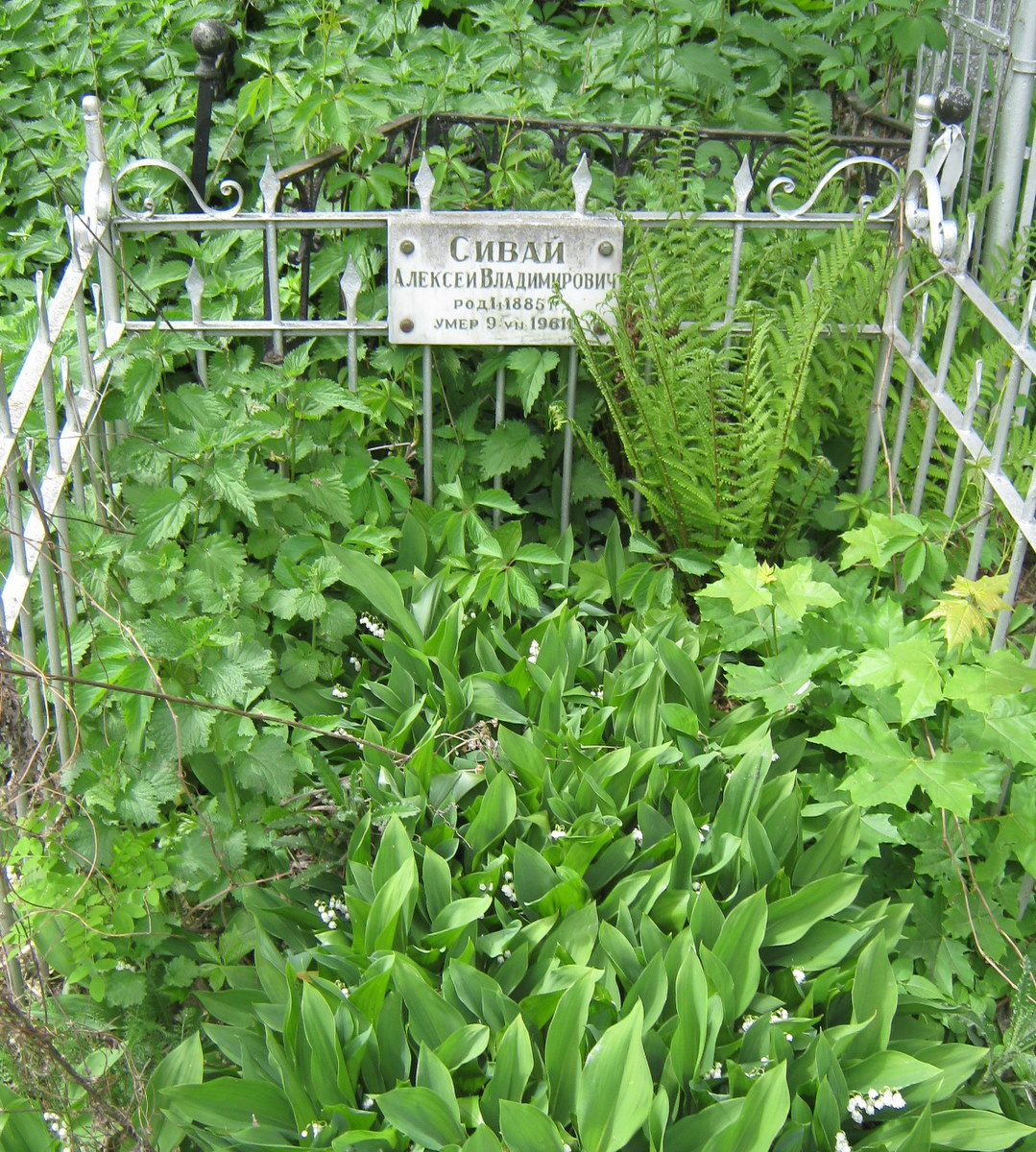
Могила Олексія Сивая

Народився 1 січня 1885 року в Чернігові. У 1915 році закінчив Київський політехнічний інститут і очолював головні міські трамвайні майстерні Києва. З 1927 року викладав, у 1938—1944 роках — доцент Казанського авіаінституту, з 1951 року і до смерті — в Київському інженерно-будівельному інституті.
Автор підручників, монографій — деякі з них перекладені та видані китайською мовою.
Помер 3 липня 1961 року. Похований у Києві на Лук'янівському цвинтарі (ділянка № 12, ряд 1, місце 2).